# Ancora in volo
Ancora in volo è un album del cantante italiano Al Bano che contiene l'omonima canzone presentata al Festival di Sanremo 1999.
L'album è formato in gran parte da cover di famose canzoni italiane dal repertorio leggero e napoletano. Ci sono anche Nel vento e Lasciati amare, colonne sonore dei film Via col vento e Scandalo al sole, con testi di Andrea Lo Vecchio. Nei paesi di lingua tedesca l'album è stato pubblicato nel 1998 con il titolo Il nuovo concerto, che conteneva, al posto della canzone che sarebbe stata presentata pochi mesi dopo a Sanremo, il brano Con te partirò. In Austria ha ottenuto un disco di platino per le vendite.

## Tracce
1. Ancora in volo (Albano Carrisi, Pino Marcucci, Massimo Bizzarri)
2. Senza luce (Gary Brooker, Keith Reid, Mogol)
3. Nessun dorma (Giacomo Puccini, Giuseppe Adami, Renato Simoni - dall`opera Turandot)
4. Lasciati amare (Max Steiner, Andrea Lo Vecchio)
5. Cantico (con Montserrat Caballé) (Albano Carrisi, Oscar Avogadro)
6. Santa Lucia (Teodoro Cottrau)
7. Io che non vivo (Pino Donaggio, Vito Pallavicini)
8. Aria (Dario Baldan Bembo, Sergio Bardotti)
9. Caruso (Lucio Dalla)
10. Funiculì funiculà (Giuseppe Turco, Luigi Denza)
11. Nel vento (Max Steiner, M. David, Andrea Lo Vecchio)
12. È la mia vita (Maurizio Fabrizio, Giuseppe Marino)
13. Siciliana (Pietro Mascagni, Giovanni Targioni-Tozzetti, Guido Menasci - dall`opera Cavalleria rusticana)

## Formazione
- Al Bano - voce
- Danilo Minotti, Jorn Heilbutt, Mickey Meinert, Simone Sello - chitarra
- Victor Bach, Federico Capranica - pianoforte e tastiera
- Martin Langer - batteria e percussioni
- Paolo Costa, Henner Malecha - basso
- Lele Melotti - batteria
- Christopher Papendieck - tastiera
- Elena Gurna - arpa

## Classifiche
| Classifica | Posizione |
| ---------- | --------- |
| Austria    | 3         |